# 機巧奇傳ヒヲウ戦記
『機巧奇傳ヒヲウ戦記』（からくりきでんヒヲウせんき）は、BONES制作による日本のテレビアニメ。2000年10月24日から2001年5月1日までNHK BS-2（現：NHK BSプレミアムで毎週火曜日18時30分の時間帯で放送された。全26話。英語圏でのタイトルは『Hiwou War Chronicles』、中華圏では『幕府遊龍 機巧奇傳』、もしくは『機巧奇傳希約戰記』、あるいは『機巧奇傳希奧戰記』である。

## 概要
本作はBONESのテレビアニメとしては最初の自社元請作品である。講談社『月刊マガジンZ』にて漫画版も連載された。
幕末から明治維新期の日本を舞台に、主人公・ヒヲウらが巨大からくり人形「炎（ほむら）」を操り乱世を駆ける冒険劇を描いている。ボンズの南雅彦は作品のコンセプトとして「手触り感」をあげている。
エンディングアニメーションでは本物のビー玉をフィルム撮影したものが使われている。
2004年にはキッズステーションや毎日放送（アニメシャワー枠）でも放送されていた。
同じBONES製作の『天保異聞 妖奇士』第16話から第18話には、青年期のマスラヲが登場。からくりを自在に操る古き民「機の民」（きのたみ）を代表して、放送局の垣根を越えたクロスオーバーを果たした。
また、赤報隊の隊長である相楽総三や、薩長同盟の功労者である坂本竜馬など、実在の人物も何人か登場する。

## あらすじ
幕末の頃、三河国にある蓬莱村にからくりの技術を使う「機の民」と呼ばれる人々が暮らしていた。そこに住む少年・ヒヲウは博徒に追われる少年をからくりで助けたが、その事で村の長老に叱られてしまう。その事に逆上したヒヲウは、友人のシシ、マチを誘って誰も動かしたことのない御神体の眠る古い社（やしろ）へと向かった。そこでヒヲウ達が見た御神体、それは神輿の形をした巨大なからくり、炎（ほむら）であった。
ヒヲウ達が炎を動かそうとしていた丁度その頃、蓬莱村は風陣と呼ばれる忍者集団の襲撃に見舞われていた。自らもからくり使いであり、同族以外の機の民を滅ぼそうとする風陣の手によって蓬莱村は焼き払われ、村の大人達は皆連れ去られてしまった。
社にいたことで難を逃れ、村が壊滅状態にあることを知ったヒヲウおよびその兄弟ら、そしてシシ、マチたちは苦心の末炎を動かすことに成功し、それを操り村を脱出する。
村を出た子どもたちは、行方不明となっていたヒヲウの父・マスラヲを頼り、動き出した炎と共に彼を捜す旅に出るのであった。

## 登場人物
ヒヲウ
声 - 桑島法子
「機の民」の少年で、5人兄弟の次兄。8歳。からくりの才能は天才的であり、兄であるサイにも認められている。好奇心が強く、失敗をおそれない性格。からくりの事になると手がつけられない。何よりも人殺しを嫌っており、からくりを争いに使おうとする大人たちには人一倍敏感。故郷の村で手に入れた巨大からくり「炎（ほむら）」を操る際は上半身を担当する。
マチ
声 - 水橋かおり
「機の民」の少女。気が強くしっかり者。ヒヲウとは性格が似ているせいか、口ゲンカが多い。 ヒヲウより一歳年上（9歳）。皆に黙って敵の本拠地に潜り込んだりするなど、大胆な行動力の持ち主。
シシ
声 - 愛河里花子
ヒヲウの喧嘩友達。腕力自慢の「機の民」の少年。8歳。村を出て間もない頃は両親を失った悲しみから立ち直れておらず、誰よりも風陣への復讐心に燃えていた。巨大からくり「炎（ほむら）」を操る際は下半身を担当する。
サイ
声 - 飛田展男
ヒヲウの兄で、5兄弟の長兄。一行のリーダー的存在。16歳。主に大人との交渉などを担当する。ヒヲウのわんぱくぶりには手を焼きつつも、からくりの才能を認めたり彼の意思を尊重している。
マユ
声 - 矢島晶子
ヒヲウの姉で、サイの妹。12歳。途中から加わった雪や華に対しても平等に愛情を注ぐ優しさと厳しさを併せ持つ一行の母親的存在。
テツ
声 - 鉄炮塚葉子
ヒヲウの弟。まだ幼く片言でしか喋れないため、「だいだい（大丈夫）」や「わかわか（わかった）」など不思議な話し方をする。
ジョウブ
ヒヲウの末弟。一行の中で最年少。巨大からくり「炎」が人形に変形した際は天井から垂れてくるタライに乗せられている。
華
声 - 池澤春菜
ヒヲウ一行が出会った謎多き双子の姉。成り行きでヒヲウ達と行動を共にすることになる。当初は置かれていた状況の壮絶さ故に気が立っておりヒヲウ達とも衝突することが多かったが、共に修羅場をくぐり抜けることで次第に打ち解けていく。
雪 / 雪哉
声 - 南央美
華の双子の弟。とある理由から少女姿に変装していたことが発覚する。姉とは対照的におとなしい性格。
才谷 / 坂本竜馬
声 - 井上和彦
第二話から登場し、度々ヒヲウ一行に同行する侍。華と雪を新月藩に届けるため護衛を務めている。飄々としているが抜け目のない性格。ヒヲウ達をとても気に入っており、何かと彼らの面倒を見てくれることが多い。
アラシ
声 - 三木眞一郎
ヒヲウ達の村を襲った機の民「風陣」の若頭。巨大からくり「炎」に敗れて以来執拗にヒヲウ達を付け狙うが、あくまで望みは「ヒヲウとの決着」であるため時には風陣からヒヲウ達を救うこともある。それ故大頭である父親・クロガネとは対立が多い様子。ゼンマイ仕掛けの「炎」に対し、蒸気仕掛けの強力なからくりを使用する。
アカ
声 - 高田祐司
「風陣」の一人でありヒヲウ達の村を襲った張本人。村の生き残りであるヒヲウ達の前に度々立ちはだかる。上司であるアラシとは意見が対立することが多く、勝手な行動ばかりするアラシを快く思っていないようだが……
イシ
声 - 江川央生
アラシ直属の部下の一人である少年忍者。アラシの横暴さにいつも振り回されている。
リキ
声 - 太田真一郎
アラシ直属の部下の一人である少年忍者。
フブキ
声 - 山口勝平
アラシ直属の部下の一人である少年忍者。イシと行動を共にしていることが多い。
マスラヲ
声 - 大滝進矢
ヒヲウ達の父で、天才からくり師として名を馳せている。本編開始時点では村を出て行方不明だったが、意外なところでヒヲウ達と再会する。
クロガネ
声 - 松本保典
アラシの父で「風陣」の党首。ある大名に仕えているが下剋上を企てている。
服部半蔵
声 - 関智一

清河八郎
声 - 上田祐司

伊藤博文
声 - 置鮎龍太郎

ナレーター
声 - 恵比寿まさ子

## スタッフ
- 原作 - BONES、會川昇
- 監督 - アミノテツロー
- キャラクターデザイン - 逢坂浩司、神宮寺一
- からくりデザイン - 石垣純哉
- 時代考証 - 岩下哲典
- 総作画監督 - 逢坂浩司
- 美術監督 - 坂本信人
- 色彩設計 - 千葉賢二
- 撮影監督 - 大神洋一
- 音響監督 - 浦上靖夫
- 音楽 - 山口洋
- プロデューサー - 後藤克彦、横濱豊行、大島満、佐々木史朗、積惟文、南雅彦
- アニメーション制作 - BONES
- 製作 - ヒヲウ製作委員会（NHKエンタープライズ21、オメガ・ピクチャーズ、バップ、ビクターエンタテインメント[4][5]、ビースタック、ボンズ）

## 主題歌
オープニングテーマ「ヒヲウのテーマ」
作曲・編曲 - 山口洋 / 演奏 - ヒートウェイヴ
エンディングテーマ「CROSSROAD」
作詞 - 菅原みき / 作曲 - Little Voice / 編曲 - HAL / 歌 - 遠藤久美子

## 各話リスト
| 話数 | サブタイトル                         | 脚本     | 絵コンテ       | 演出              | 作画監督          | 放送日          |
| ---- | ------------------------------------ | -------- | -------------- | ----------------- | ----------------- | --------------- |
| 1    | 走れ! 炎                             | 會川昇   | アミノテツロー | 佐藤育郎          | 堀川耕一          | 2000年 10月24日 |
| 2    | 見よ! これが機巧だ                   | 會川昇   | アミノテツロー | 佐藤育郎          | 竹内浩志          | 10月31日        |
| 3    | 敵討ち!? 幕末英雄登場                | 會川昇   | アミノテツロー | 西森章            | 寺岡巌            | 11月7日         |
| 4    | 勝つか負けるか! アラシ対ヒヲウ       | 會川昇   | アミノテツロー | 岡本英樹          | 江上夏樹          | 11月14日        |
| 5    | さいなら? テツとこけし               | 荒川稔久 | 森邦宏         | 森邦宏            | 竹内浩志          | 11月21日        |
| 6    | 目指せ! 山の彼方へ                   | 五武冬史 | 赤根和樹       | 渡邊哲哉          | 小森高博          | 11月28日        |
| 7    | 守れ! 秘密の華と雪                   | 會川昇   | 西森章         | 佐藤育郎          | 菅野宏紀          | 12月5日         |
| 8    | 裏切り? 雪山に消えたマチ             | 稲荷昭彦 | 錦織博         | 増井壮一          | 毛利和昭          | 12月12日        |
| 9    | 激闘! 父ちゃんはどこだ               | 會川昇   | 森邦宏         | 森邦宏            | 神志那弘志        | 12月19日        |
| 10   | 唐人だ! 雪の宿は大騒ぎ               | 五武冬史 | 伊東伸高       | 岡本英樹          | 伊東伸高          | 2001年 1月9日   |
| 11   | なぜ? 機巧嫌いの男                   | 會川昇   | 錦織博         | 佐藤育郎          | 堀川耕一          | 1月16日         |
| 12   | 天誅! 正しいのは誰だ                 | 稲荷昭彦 | 西森章         | 山田弘和          | 竹内浩志          | 1月23日         |
| 13   | ちぇすと! 魔界京都に刃が光る         | 會川昇   | 森邦宏         | 森邦宏            | 菅野宏紀          | 1月30日         |
| 14   | でかい! 魔界に眠る天狗の剣           | 會川昇   | 錦織博         | 政木伸一          | 太田雅彦 石倉敬一 | 2月6日          |
| 15   | 泣くな! ハナ                         | 名田寛   | Nicola Hayes   | 佐藤育郎          | 佐々木某          | 2月13日         |
| 16   | 渡れ! 激流を越えて                   | 稲荷昭彦 | 西森章         | 寺崎智史 有江勇樹 | 岡辰也            | 2月20日         |
| 17   | 会えた! 悲しみの始まり               | 會川昇   | 笹木信作       | 佐藤育郎          | 堀川耕一          | 2月27日         |
| 18   | 嘘! 父の見た夢                       | 會川昇   | 西森章         | 岡本英樹          | 竹内浩志          | 3月6日          |
| 19   | 危うしヒヲウ! カラクリの三剣城       | 五武冬史 | 森邦宏         | 森邦宏            | 菅野宏紀          | 3月13日         |
| 20   | 父よ! 旅立ちの時                     | 會川昇   | 錦織博         | 政木伸一          | 太田雅彦          | 3月20日         |
| 21   | 風雲! 馬関海峡                       | 會川昇   | 水島精二       | 佐藤育郎          | 堀川耕一          | 3月27日         |
| 22   | 行くな華! 子どもたちの戦場           | 會川昇   | 西森章         | 岡本英樹          | 竹内浩志          | 4月3日          |
| 23   | 聞こえるか? 炎の声が                 | 會川昇   | 笹木信作       | 小山田桂子        | 安留雅弥          | 4月10日         |
| 24   | 燃えよ! 父ちゃんの機巧               | 會川昇   | 森邦宏         | 森邦宏            | 菅野宏紀          | 4月17日         |
| 25   | 舞え! 俺たちの祭                     | 會川昇   | 西森章         | 黒木らう          | 堀川耕一          | 4月24日         |
| 26   | さらば龍馬! やがて東京と呼ばれる町へ | 會川昇   | アミノテツロー | 佐藤育郎          | 逢坂浩司 竹内浩志 | 5月1日          |

## 漫画版
作画は神宮寺一。講談社の「月刊マガジンZ」1999年8月号より連載され、単行本全4巻が刊行された。
第1巻では本編の前日譚が語られるほか、第2巻以降もアニメとは展開に差異がある。